# Nationaal kiesdistrict

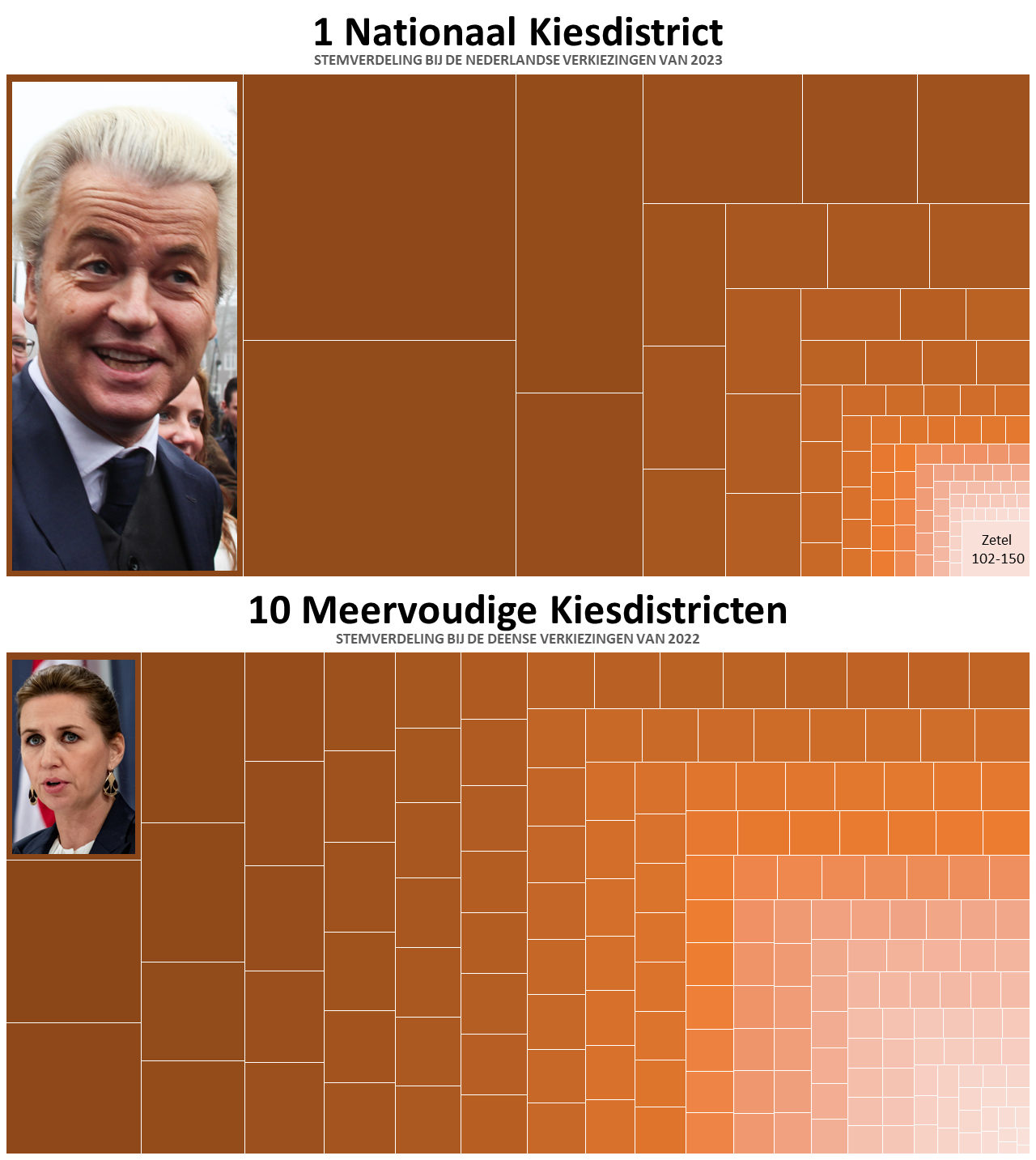
Deze datavisualisatie reflecteert het verschil in stemverdeling tussen het Nederlandse nationale kiesdistrict en het Deense meervoudige districtenstelsel. Geert WIlders van de PVV ontving 2.230.352 stemmen terwijl Mette Frederiksen van de Socialdemokraterne er 60.837 ontving in enkel Noord-Jutland.

In een kiesstelsel dat bestaat uit een nationaal kiesdistrict, of nationale kieskring, worden alle zetels bij verkiezingen verdeeld binnen één alomvattend meervoudig kiesdistrict. In dit systeem wordt er bij de zetelverdeling geen onderscheid gemaakt tussen verschillende geografische gebieden of regio's binnen het land. Meestal wordt in elke kieskring gebruik gemaakt van dezelfde landelijke kandidatenlijsten en de stemmen worden op nationaal niveau verzameld. Kieskringen vervullen daarbij enkel een administratieve functie.  
Dit systeem staat in contrast met een districtenstelsel, waarbij het land is opgedeeld in enkelvoudige of meervoudige kiesdistricten die elk hun eigen vertegenwoordigers kiezen. Als binnen een kiesstelsel slechts een gedeelte van de zetels via een alomvattend kiesdistrict wordt toegekend wordt dit een federale kieskring genoemd of is er sprake van een gemengd kiesstelsel.

## Nationale verkiezingsuitslag
Het concept van een nationaal kiesdistrict staat min of meer synoniem voor de nationale stemverdeling of landelijke verkiezingsuitslag (popular vote in het Engels). In de meest evenredige kiesstelsels wordt deze nationale uitslag gebruikt om vereffeningszetels te verdelen. Ook bij de dubbelevenredige zetelverdeling vormt de landelijke uitslag de basis voor het verdelen van zetels over kiesdistricten.
Ondanks dat het gebruik van een nationaal kiesdistrict ook wel pure proportionaliteit genoemd wordt, kan de evenredigheid van de verkiezingsuitslag variëren. De zetel-stemverhouding wordt met name bepaald door de rekenmethode die wordt gebruikt voor de zetelverdeling zoals de grootste-gemiddeldenmethode of de grootste-overschottenmethode. Daarnaast is de regionale proportionaliteit, oftewel de band tussen kiezer en gekozene, zwak te noemen.

## Bredere interpretatie
Het idee van een alomvattend kiesdistrict kan ook worden toegepast op verkiezingen op andere bestuursniveaus, zoals provinciale of Europese verkiezingen. In deze context verwijst het naar het systeem waarbij politici worden gekozen om de gehele bevolking te vertegenwoordigen, in plaats van slechts een specifieke subgroep of gebied. Provinciale en gemeentelijke verkiezingen in Nederland worden bijvoorbeeld gekenmerkt door het ontbreken van kleinere geografische eenheden. 
In Europees verband wordt een vergelijkbaar principe toegepast op het idee van transnationale kieslijsten, waarbij kandidaten op één lijst komen te staan om kiezers uit meerdere landen te vertegenwoordigen. In België spreekt men in dit verband over een federale kieskring.

## Kenmerken
Bij een landelijk kiesdistrict wordt er vaak in het gehele land gebruik gemaakt van dezelfde kieslijsten. Voor de zetelverdeling wordt gebruik gemaakt van evenredige vertegenwoordiging, waarbij zetels worden verdeeld op basis van het percentage stemmen dat elke partij landelijk heeft ontvangen. Een alomvattend kiesdistrict kan bijdragen aan een representatieve verkiezingsuitslag, maar kent ook uitdagingen zoals volatiliteit en een gebrek aan regionale vertegenwoordiging.
Het systeem wordt internationaal op verschillende manieren toegepast. In landen zoals Nederland en Israël worden alle zetels in het parlement verdeeld op basis van een nationaal kiesdistrict met evenredige vertegenwoordiging. Het systeem vertoont gelijkenissen met evenredig gemengde kiesstelsels zoals die in Duitsland en Nieuw-Zeeland worden gebruikt, waar het parlement bestaat uit zetels die zijn verdeeld via enkelvoudige kiesdistricten én landelijke partijlijsten. Deze gemengde systemen waarborgen de landelijke zetel-stemverhouding door de landelijke partijzetels in te zetten als vereffeningszetels.

## Landen met een nationaal kiesdistrict

Het parlement van Slowakije bestaat net zoals de Nederlandse Tweede Kamer uit 150 zetels die via één nationaal kiesdistrict worden verkozen.

| Land       | Democratie Index (2023) | Parlement             | Kiesdrempel                                                 | Zetels | Lijsttype      | Jaar | Grootste partij                  |
| ---------- | ----------------------- | --------------------- | ----------------------------------------------------------- | ------ | -------------- | ---- | -------------------------------- |
| Nederland  | 9                       | Tweede Kamer          | 0,67%                                                       | 150    | Open lijst     | 2023 | Partij voor de Vrijheid          |
| Israël     | 30                      | Knesset               | 3,25%                                                       | 120    | Gesloten lijst | 2022 | Likoed                           |
| Slowakije  | 44                      | Nationale Raad        | 5% (1 partij) 7% (2 of 3 partijen) 10% (4 of meer partijen) | 150    | Open lijst     | 2023 | Smer                             |
| Montenegro | 52                      | Parlement             | 3%                                                          | 81     | Gesloten lijst | 2023 | Europa Nu!                       |
| Servië     | 64                      | Nationale Vergadering | 3%                                                          | 250    | Gesloten lijst | 2023 | Servië Moet Niet Stoppen         |
| Moldavië   | 68                      | Parlement             | 5%                                                          | 101    | Gesloten lijst | 2021 | Partij van Actie en Solidariteit |
| Georgië    | 89                      | Parlement             | 5%                                                          | 150    | Gesloten lijst | 2024 | Georgische Droom                 |

## Voordelen
- Evenredige vertegenwoordiging: Het nationale kiesdistrict zorgt voor een nauwkeurige afspiegeling van de politieke voorkeuren van de kiezers, doordat zetels in het parlement worden verdeeld op basis van het aandeel van de behaalde stemmen. Elke stem wordt gelijkwaardig gewogen, ongeacht waar in het land de kiezer zich bevindt, wat bijdraagt aan een evenredige zetel-stemverhouding.
- Geen regionale beperkingen: Doordat het hele land als één kiesdistrict fungeert, hebben minderheden en kleinere partijen meer kans om zetels te bemachtigen zonder belemmerd te worden door regionale grenzen. Dit bevordert een diverse en inclusieve vertegenwoordiging van partijen in het parlement, waar meer uiteenlopende stemmen en perspectieven een plek krijgen.
- Eenvoudige kiesstructuur: Het systeem is eenvoudig te begrijpen en te beheren, omdat er slechts één kiesdistrict is voor het hele land. Hierdoor ligt de complexiteit lager en zijn er minder administratieve lasten dan bij een districtenstelsel. Er zijn geen compenserende maatregelen zoals vereffeningszetels nodig, wat bijdraagt aan een eenduidige zetelverdeling.
- Grote keuzevrijheid: Kiezers hebben de vrijheid om hun stem uit te brengen op kandidaten van landelijke kieslijsten, wat een brede keuze aan opties biedt. Hierdoor kunnen ze stemmen op kandidaten die hen persoonlijk of ideologisch aanspreken, zonder beperkt te zijn tot kandidaten uit hun eigen regio, wat de betrokkenheid en tevredenheid van kiezers kan vergroten.
- Snelle vernieuwing: Nieuwe partijen kunnen snel doorbreken als een populaire partijleider landelijke steun weet te verzamelen. Hierbij is hij/zij niet afhankelijk van een brede landelijke organisatie en van aansprekende kandidaten in diverse kiesdistricten. Dit zorgt voor een dynamisch politiek landschap waarin nieuwe bewegingen snel kunnen opkomen.

## Nadelen

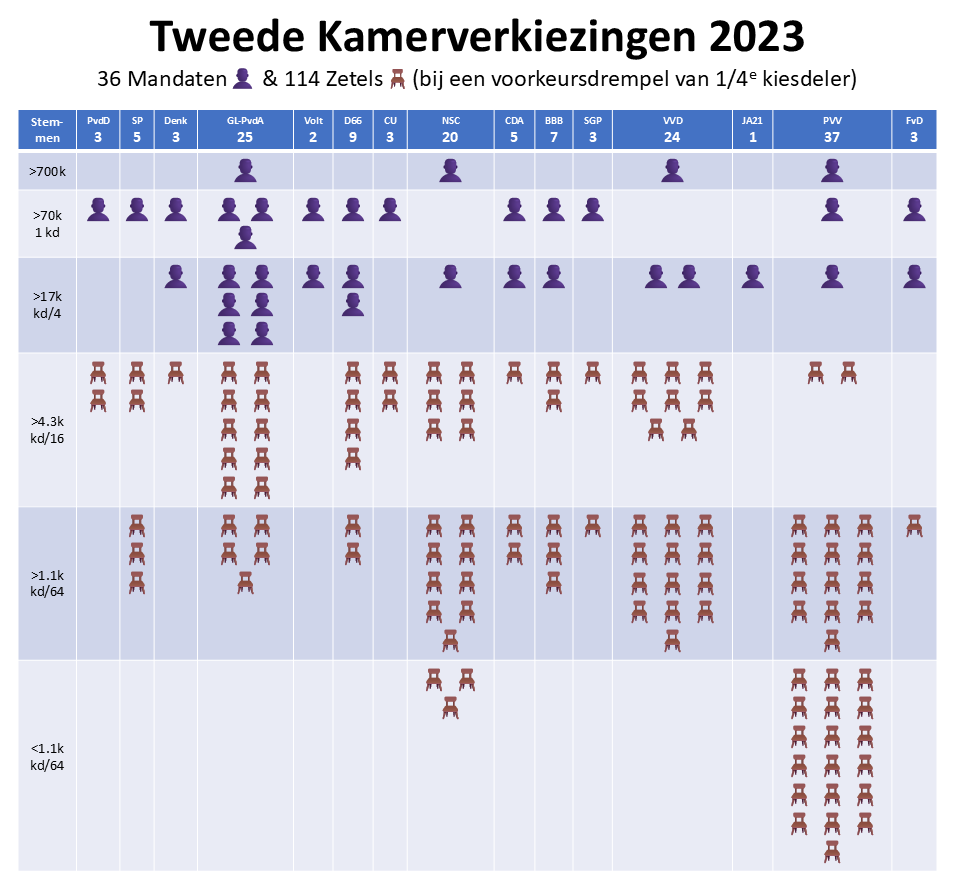
Bij de Tweede Kamerverkiezingen van 2023 verdienden 36 van de 150 Kamerleden een eigen mandaat door voorkeurstemmen. De rest van de kandidaten ontvingen minder stemmen dan een kwart van de kiesdeler (17k).

- Gebrek aan regionale vertegenwoordiging: Het ontbreken van specifieke vertegenwoordigers voor regio's kan ertoe leiden dat lokale belangen en problemen ondervertegenwoordigd blijven in het parlement. Dit kan een gevoel van vervreemding veroorzaken bij inwoners van bepaalde gebieden, omdat de directe band tussen kiezers en hun vertegenwoordigers minder sterk is. Dit kan invloed hebben op de de betrokkenheid en het vertrouwen in de politiek.
- Fragmentatie: Door de afwezigheid van kiesdistricten, is de drempel voor toegang tot zetels laag. Hierdoor ontstaat een politiek landschap met veel partijen dat erg gefragmenteerd kan raken. Dit bemoeilijkt de formatie van stabiele regeringen, wat vaak resulteert in langdurige coalitieonderhandelingen.[6] Dit kan zorgen voor politieke instabiliteit, vooral in landen met een lage kiesdrempel die te maken krijgen met populisme.
- Parlementsleden zonder eigen mandaat: In een nationaal kiesdistrict gaat het overgrote deel van de stemmen naar partijleiders, wat leidt tot machtsconcentratie. Het gros van de parlementsleden heeft daardoor geen eigen onafhankelijk mandaat en is sterk afhankelijk van de partijtop. Dit kan een cultuur bevorderen waarin parlementsleden minder kritisch of onafhankelijk durven te opereren binnen hun fractie.[7]
- Volatiliteit: In een nationaal kiesdistrict spelen partijleiders een centrale rol. Dit kan zorgen voor grote electorale schommelingen, omdat kleine verschuivingen in de publieke opinie direct leiden tot een aanzienlijk verlies of winst van zetels. Hierdoor kan de volatiliteit in een dergelijk systeem hoger zijn dan in kiesstelsels met kiesdistricten, waar de invloed van lokale kandidaten en geografische spreiding de effecten van schommelingen dempen.
- Nationale beeldvorming: In een nationaal kiesdistrict spelen lokale media een marginale rol in verkiezingscampagnes, zodat partijen zich vooral richten op onderwerpen die breed worden uitgemeten in de landelijke media. Dit kan leiden tot een politieke agenda die sterk wordt gedreven door landelijk populaire onderwerpen, terwijl minder sensationele beleidsgebieden onderbelicht blijven. Hierdoor behalen partijen en kandidaten die inspelen op eenvoudige en emotionele thema’s vaak een onevenredig groot voordeel, ten koste van partijen die zich richten op meer genuanceerde belangen.